# Bob- und Skeleton-Weltmeisterschaften 2021/Zweierbob (Männer)
Der Zweierbob-Wettbewerb der Männer bei den Bob- und Skeleton-Weltmeisterschaften 2021 wurde am 6. und 7. Februar in insgesamt vier Läufen ausgetragen. Wie alle Wettbewerbe bei den Weltmeisterschaften wurde er auf dem SachsenEnergie-Eiskanal in Altenberg ausgetragen.
Zum siebten Mal in Folge gewann Francesco Friedrich den Weltmeistertitel im Zweierbob. Damit schloss Friedrich zum bisherigen Zweierbob-Rekordweltmeister Eugenio Monti auf. Für Friedrichs Anschieber Alexander Schüller war es der erste WM-Titel im kleinen Schlitten. Mit 2,05 Sekunden Vorsprung ließen sie Johannes Lochner und Eric Franke klar hinter sich. Den dritten Platz sicherte sich Hans Peter Hannighofer und Christian Röder, die den deutschen Dreifachsieg perfekt machten. Die beiden Schweizer Bobs von Simon Friedli und Michael Vogt verpassten das Podium mit den Plätzen 4 und 5 nur knapp. Die Bobs aus Österreich lagen bereits nach dem ersten Lauf weit zurück. Markus Treichl belegte am Ende den 13. Platz, Benjamin Maier trat nach einem Sturz im zweiten Lauf nicht mehr an.

## Aktuelle Titelträger
| Olympiasieger | DeutschlandFrancesco Friedrich Thorsten Margis | 2018 | Pyeongchang |
| Weltmeister   | DeutschlandFrancesco Friedrich Thorsten Margis | 2020 | Altenberg   |

## Bestehende Rekorde
| Startrekord | KanadaJustin Kripps Alexander Kopacz           | 05,11 s | 6. Januar 2018   |
| Bahnrekord  | DeutschlandFrancesco Friedrich Thorsten Margis | 54,00 s | 22. Februar 2020 |

Streckenplan vom SachsenEnergie-Eiskanal

Im vierten Lauf stellten Friedrich und Schüller den Startrekord aus dem Jahr 2018 ein.

## Endergebnis
| Rang | Athleten                               | Land                      | Läufe (min) | Läufe (min) | Läufe (min) | Läufe (min) | Gesamtzeit (min) |
| Rang | Athleten                               | Land                      | 1           | 2           | 3           | 4           | Gesamtzeit (min) |
| ---- | -------------------------------------- | ------------------------- | ----------- | ----------- | ----------- | ----------- | ---------------- |
| 01   | Francesco Friedrich Alexander Schüller | Deutschland               | 0:54,83     | 0:55,41     | 0:54,64     | 0:54,90     | 3:39,78          |
| 02   | Johannes Lochner Eric Franke           | Deutschland               | 0:55,37     | 0:55,75     | 0:55,24     | 0:55,47     | 3:41,83          |
| 03   | Hans Peter Hannighofer Christian Röder | Deutschland               | 0:55,46     | 0:55,81     | 0:55,33     | 0:55,41     | 3:42,01          |
| 04   | Simon Friedli Andreas Haas             | Schweiz                   | 0:55,51     | 0:55,88     | 0:55,35     | 0:55,63     | 3:42,37          |
| 05   | Michael Vogt Sandro Michel             | Schweiz                   | 0:55,35     | 0:55,82     | 0:55,43     | 0:55,81     | 3:42,41          |
| 06   | Oskars Ķibermanis Matīss Miknis        | Lettland                  | 0:55,42     | 0:56,01     | 0:55,53     | 0:55,76     | 3:42,72          |
| 07   | Christoph Hafer Christian Hammers      | Deutschland               | 0:55,55     | 0:55,93     | 0:55,58     | 0:55,76     | 3:42,82          |
| 08   | Romain Heinrich Dorian Hauterville     | Frankreich                | 0:55,55     | 0:55,96     | 0:55,62     | 0:55,88     | 3:43,01          |
| 09   | Christopher Spring Mike Evelyn         | Kanada                    | 0:55,78     | 0:56,04     | 0:55,70     | 0:55,61     | 3:43,13          |
| 10   | Justin Kripps Cam Stones               | Kanada                    | 0:55,76     | 0:55,92     | 0:55,71     | 0:55,86     | 3:43,25          |
| 11   | Brad Hall Greg Cackett                 | Vereinigtes Königreich    | 0:55,65     | 0:56,13     | 0:55,86     | 0:55,84     | 3:43,48          |
| 12   | Oskars Melbārdis Krists Lindenblats    | Lettland                  | 0:55,52     | 0:56,14     | 0:55,68     | 0:56,15     | 3:43,49          |
| 13   | Markus Treichl Sebastian Mitterer      | Österreich                | 0:55,83     | 0:56,00     | 0:55,95     | 0:55,77     | 3:43,55          |
| 14   | Rostislaw Gaitjukewitsch Ilja Malych   | Bobsportverband Russlands | 0:55,73     | 0:56,25     | 0:55,83     | 0:55,79     | 3:43,60          |
| 15   | Won Yun-jong Jung Hyunwoo a            | Südkorea                  | 0:55,89     | 0:55,92     | 0:55,94     | 0:55,90     | 3:43,65          |
| 15   | Dominik Dvořák Jakub Nosek             | Tschechien                | 0:55,81     | 0:56,26     | 0:55,77     | 0:55,81     | 3:43,65          |
| 17   | Mihai Țentea Raul Constantin Dobre b   | Rumänien                  | 0:56,02     | 0:56,37     | 0:56,01     | 0:55,83     | 3:44,23          |
| 18   | Patrick Baumgartner Eric Fantazzini    | Italien                   | 0:55,94     | 0:56,10     | 0:56,15     | 0:56,05     | 3:44,24          |
| 19   | Alexei Stulnew Wladislaw Scharowzew    | Bobsportverband Russlands | 0:56,23     | 0:56,35     | 0:55,95     | 0:55,88     | 3:44,41          |
| 20   | Lamin Deen James Dasaolu               | Vereinigtes Königreich    | 0:55,86     | 0:56,41     | 0:56,35     | 0:56,29     | 3:44,91          |
| 21   | Emils Cipulis Arnis Bebrišs            | Lettland                  | 0:56,29     | 0:56,96     | 0:56,40     | –           | 2:49,65          |
| 22   | Suk Youngjin Jang Kikun                | Südkorea                  | 0:56,40     | 0:57,18     | 0:56,25     | –           | 2:49,83          |
| 23   | Ivo de Bruin Janko Franjić             | Niederlande               | 0:55,96     | 0:56,69     | 1:01,98     | –           | 2:54,63          |
| 24   | Evan O’Hanlon Dylan Sorensen c         | Australien                | 0:58,52     | 0:58,90     | 0:58,28     | –           | 2:55,70          |
| –    | Benjamin Maier Markus Sammer           | Österreich                | 0:55,84     | 1:03,29     | DNS         | –           | –                |